# Christoph Hafer
Christoph Hafer (Bad Aibling, 14 de abril de 1992) es un deportista alemán que compite en bobsleigh.
Participó en los Juegos Olímpicos de Pekín 2022, obteniendo una medalla de bronce en la prueba doble (junto con Matthias Sommer). Ganó una medalla de bronce en el Campeonato Europeo de Bobsleigh de 2020, en la misma prueba.

## Palmarés internacional
| Juegos Olímpicos   | Juegos Olímpicos  | Juegos Olímpicos  | Juegos Olímpicos |
| Año                | Lugar             | Medalla           | Prueba           |
| ------------------ | ----------------- | ----------------- | ---------------- |
| 2022               | Pekín (China)     | Medalla de bronce | Doble            |
| Campeonato Europeo |                   |                   |                  |
| Año                | Lugar             | Medalla           | Prueba           |
| 2020               | Sigulda (Letonia) | Medalla de bronce | Doble            |